# Ricardo Marín Sánchez
Ricardo Marín Sánchez (Ciudad de México, México, 18 de marzo de 1998) es un futbolista mexicano. Juega de delantero y su equipo es el Club Puebla de la Primera División de México.

## Trayectoria
Inició su carrera en las divisiones inferiores del Club América. El 18 de febrero de 2017, el técnico argentino Ricardo La Volpe lo debutó en el clásico nacional frente al Guadalajara con 18 años y 11 meses. Permaneció con el equipo durante tres torneos, participando en solo 9 partidos, antes de ser cedido al Club Necaxa para el Apertura 2018. Con el equipo de Aguascalientes tuvo poca actividad al disputar 2 partidos de liga y 4 de la Copa México durante los dos torneos que estuvo en la institución.
Para el Apertura 2019, fue cedido nuevamente, esta vez al Celaya de la Liga de Expansión, segunda categoría del fútbol mexicano. En este equipo tuvo una mayor participación, disputando 22 partidos y anotando 6 goles. El primer gol en su carrera lo consiguió el 4 de octubre de 2019, en un partido contra el Tampico Madero.
El 8 de junio de 2020, Ricardo Marín anunció en sus redes sociales su regreso a la Primera División de México con el Mazatlán, uniéndose como agente libre. En su nuevo club, no pudo asegurar la titularidad y jugó solo 3 partidos, debutando contra su exequipo, el Necaxa, el 11 de agosto de 2020.
En 2021, regresó al Celaya, esta vez en una transferencia definitiva por 200 mil euros. Durante los dos años que estuvo en el equipo, solo se perdió 3 partidos, consolidándose como titular y anotando 34 goles. Participó en tres series de semifinales y, en el Apertura 2022, llevó a su equipo a la final del torneo, que perdió contra el Atlante en la prórroga, además fue campeón de goleo en el Clausura 2023.
Debido a su actuación con el Celaya, el Club Deportivo Guadalajara decidió ficharlo, anunciando oficialmente su incorporación el 12 de junio de 2023 por 800 mil dólares. En su primer año con el equipo, se convirtió en el delantero titular, anotando 6 goles, entre ellos el gol número 4000 en la historia de la institución.
El 28 de enero de 2025, el Club Puebla anunció su incorporación con un préstamo sin opción a compra; durante el torneo Clausura 2025 disputó un total de 1039 minutos repartidos en 13 partidos y anotó 4 goles.

## Selección nacional
El 18 de septiembre de 2015, fue convocado por el técnico Mario Arteaga para integrar la selección nacional en la Copa Mundial de Fútbol Sub-17 de 2015, celebrada en Chile. En dicho torneo, participó en dos partidos de la fase de grupos, enfrentándose a las selecciones de Australia y Alemania. Además, disputó el encuentro por el tercer lugar contra Bélgica, donde logró anotar un gol.

## Estadísticas

### Clubes
Actualizado al último partido jugado el 18 de abril de 2025.
| C. América · México        |               |               |     |    |   |   |   |     |     |      |      |
| 1ª                         | 2016-17       | 6             | 0   | 1  | 0 | — | — | 7   | 0   | 0.00 |      |
| 1ª                         | 2017-18       | 1             | 0   | 1  | 0 | — | — | 2   | 0   | 0.00 |      |
| Total club                 | Total club    | 7             | 0   | 2  | 0 | 0 | 0 | 9   | 0   | 0.00 |      |
| C. Necaxa · México         |               |               |     |    |   |   |   |     |     |      |      |
| 1ª                         | 2018-19       | 2             | 0   | 4  | 0 | — | — | 6   | 0   | 0.00 |      |
| Total club                 | Total club    | 2             | 0   | 4  | 0 | 0 | 0 | 6   | 0   | 0.00 |      |
| Celaya F. C. · México      |               |               |     |    |   |   |   |     |     |      |      |
| 2ª                         | 2019-20       | 21            | 6   | 1  | 0 | — | — | 22  | 6   | 0.27 |      |
| 2ª                         | 2021-22       | 37            | 13  | —  | — | — | — | 37  | 13  | 0.35 |      |
| 2ª                         | 2022-23       | 44            | 21  | —  | — | — | — | 44  | 21  | 0.47 |      |
| Total club                 | Total club    | 102           | 40  | 1  | 0 | 0 | 0 | 103 | 40  | 0.38 |      |
| Mazatlán F. C. · México    |               |               |     |    |   |   |   |     |     |      |      |
| 1ª                         | 2020-21       | 3             | 0   | —  | — | — | — | 3   | 0   | 0.00 |      |
| Total club                 | Total club    | 3             | 0   | 0  | 0 | 0 | 0 | 3   | 0   | 0.00 |      |
| C. D. Guadalajara · México |               |               |     |    |   |   |   |     |     |      |      |
| 1ª                         | 2023-24       | 36            | 6   | —  | — | 6 | 2 | 42  | 8   | 0.19 |      |
| 1ª                         | 2024          | 15            | 3   | —  | — | 2 | 0 | 17  | 3   | 0.17 |      |
| Total club                 | Total club    | 51            | 9   | 0  | 0 | 8 | 2 | 59  | 11  | 0.18 |      |
| C. Puebla · México         |               |               |     |    |   |   |   |     |     |      |      |
| 1ª                         | 2025          | 13            | 4   | —  | — | — | — | 13  | 4   | 0.30 |      |
| Total club                 | Total club    | 13            | 4   | 0  | 0 | 0 | 0 | 13  | 4   | 0.30 |      |
| Total carrera              | Total carrera | Total carrera | 178 | 53 | 7 | 0 | 8 | 2   | 193 | 55   | 0.28 |
| 1. 2. 3.                   |               |               |     |    |   |   |   |     |     |      |      |

### Resumen estadístico
|                       | Partidos | Goles | Promedio |
| --------------------- | -------- | ----- | -------- |
| Liga                  | 178      | 53    | 0.29     |
| Copas nacionales      | 7        | 0     | 0.00     |
| Copas internacionales | 8        | 2     | 0.25     |
| Total                 | 193      | 55    | 0.28     |

## Palmarés

### Títulos nacionales
| Título              | Club      | País           | Año  |
| ------------------- | --------- | -------------- | ---- |
| Supercopa de México | C. Necaxa | Estados Unidos | 2018 |

### Distinciones individuales
| Distinción                                            | Año  |
| ----------------------------------------------------- | ---- |
| Balón de Oro al mejor jugador de la Liga de Expansión | 2023 |